# Edison Pettit
Edison Pettit (* 22. September 1889 in Peru, Nemaha County, Nebraska; † 6. Mai 1962 in Tucson, Arizona) war ein US-amerikanischer Astronom.

## Leben
Er wurde in der Ortschaft Peru im Bundesstaat Nebraska geboren. Von 1914 bis 1918 lehrte er Astronomie am Washburn College in Topeka im Bundesstaat Kansas. 1920 promovierte er an der Universität von Chicago.
Kurz danach wurde er Mitarbeiter am Mount-Wilson-Observatorium. Er spezialisierte sich anfänglich auf Solarastronomie und konstruierte seine eigenen Thermoelemente.  Außerdem nahm er visuelle Beobachtungen von Mars und Jupiter vor. Selbst nach seiner Pensionierung fertigte er weiterhin in seiner Privatwerkstatt Spektrographen für eine Vielzahl von Observatorien an.
Der Mondkrater Pettit und der Marskrater Pettit sind nach ihm benannt.
Er war mit Hannah Steele (* 6. November 1886; † 10. September 1961) verheiratet. Ihre Tochter Marjorie heiratete Aden Meinel.